# Trophée Chopard
Die Trophée Chopard ist ein Filmpreis, der im Rahmen der Internationalen Filmfestspiele von Cannes vergeben wird.
Die Auszeichnung wird seit den 54. Filmfestspiele von Cannes 2001 an internationale Nachwuchsdarsteller vergeben. Gestiftet wurde der Preis von der Schweizer Uhren- und Schmuckmanufaktur Chopard, offizieller Partner der Filmfestspiele und 1997 am Redesign der Goldenen Palme beteiligt, in Zusammenarbeit mit der französischen Filmzeitschrift Studio. An die Honorierten wird eine Preistrophäe in Form eines vergoldeten Filmstreifens vergeben. 2003 und 2009 wurden mit Diane Kruger und David Kross (Der Vorleser) deutsche Schauspieler geehrt.

## Preisträger
- 2001: Audrey Tautou und Eduardo Noriega
- 2002: Paz Vega, Ludivine Sagnier und Hayden Christensen
- 2003: Gael García Bernal und Diane Kruger
- 2004: Marion Cotillard und Rodrigo Santoro
- 2005: Kelly Reilly und Jonathan Rhys Meyers
- 2006: Kevin Zegers und Jasmine Trinca
- 2007: Archie Panjabi, James McAvoy, Evan Rachel Wood und Nick Cannon
- 2008: Tang Wei und Omar Metwally
- 2009: Léa Seydoux und David Kross
- 2010: Liya Kebede und Edward Hogg
- 2011: Àstrid Bergès-Frisbey und Niels Schneider
- 2012: Shailene Woodley und Ezra Miller
- 2013: Blanca Suárez und Jeremy Irvine
- 2014: Adèle Exarchopoulos und Logan Lerman
- 2015: Lola Kirke und Jack O’Connell
- 2016: Bel Powley und John Boyega
- 2017: Anya Taylor-Joy und George MacKay
- 2018: Elizabeth Debicki und Joe Alwyn
- 2019: Florence Pugh und François Civil
- 2021: Jessie Buckley und Kingsley Ben-Adir[3]
- 2022: Sheila Atim und Jack Lowden[4]
- 2023: Naomi Ackie und Daryl McCormack[5]
- 2024: Sophie Wilde und Mike Faist[6]
- 2025: Marie Colomb und Finn Bennett[7]